# Великий Атлим
Великий Атли́м (рос. Большой Атлым) — село у складі Октябрського району Ханти-Мансійського автономного округу Тюменської області, Росія. Входить до складу Малоатлимського сільського поселення.
Населення — 326 осіб (2010, 372 у 2002).
Національний склад станом на 2002 рік: ханти — 47 %, росіяни — 44 %.